# Línea 36 (EMT Madrid)
La línea 36 de la EMT de Madrid une la plaza del Emperador Carlos V con el barrio de Campamento.

## Características
La línea atraviesa en su recorrido los barrios occidentales del distrito de Arganzuela, y los comunica con el tramo urbano del Paseo de Extremadura y buena parte de su tramo de autovía, haciendo un recorrido en parte periférico y en parte radial. La línea tiene circuito neutralizado dentro de Campamento (Paseo de Extremadura > Sebastián Álvaro > Avenida de los Poblados > Avenida Padre Piquer).

### Frecuencias
| Lunes a viernes laborables |               |
| De 6:00 a 8:00             | 12-18 minutos |
| De 8:00 a 19:00            | 12-15 minutos |
| De 19:00 a 23:00           | 14-22 minutos |
| Sábados laborables         |               |
| De 6:00 a 9:00             | 18-23 minutos |
| De 9:00 a 20:00            | 14-19 minutos |
| De 20:00 a 23:00           | 18-22 minutos |
| Domingos y festivos        |               |
| De 7:00 a 10:00            | 19-34 minutos |
| De 10:00 a 22:00           | 19-22 minutos |
| De 22:00 a 23:00           | 21-26 minutos |

## Recorrido y paradas
NOTA: Debido a las obras de soterramiento de la autovía A-5, las paradas sombreadas en naranja sustituyen a aquellas sombreadas en rojo, desde el 15 de enero de 2025 hasta fin de obras.

### Sentido Campamento

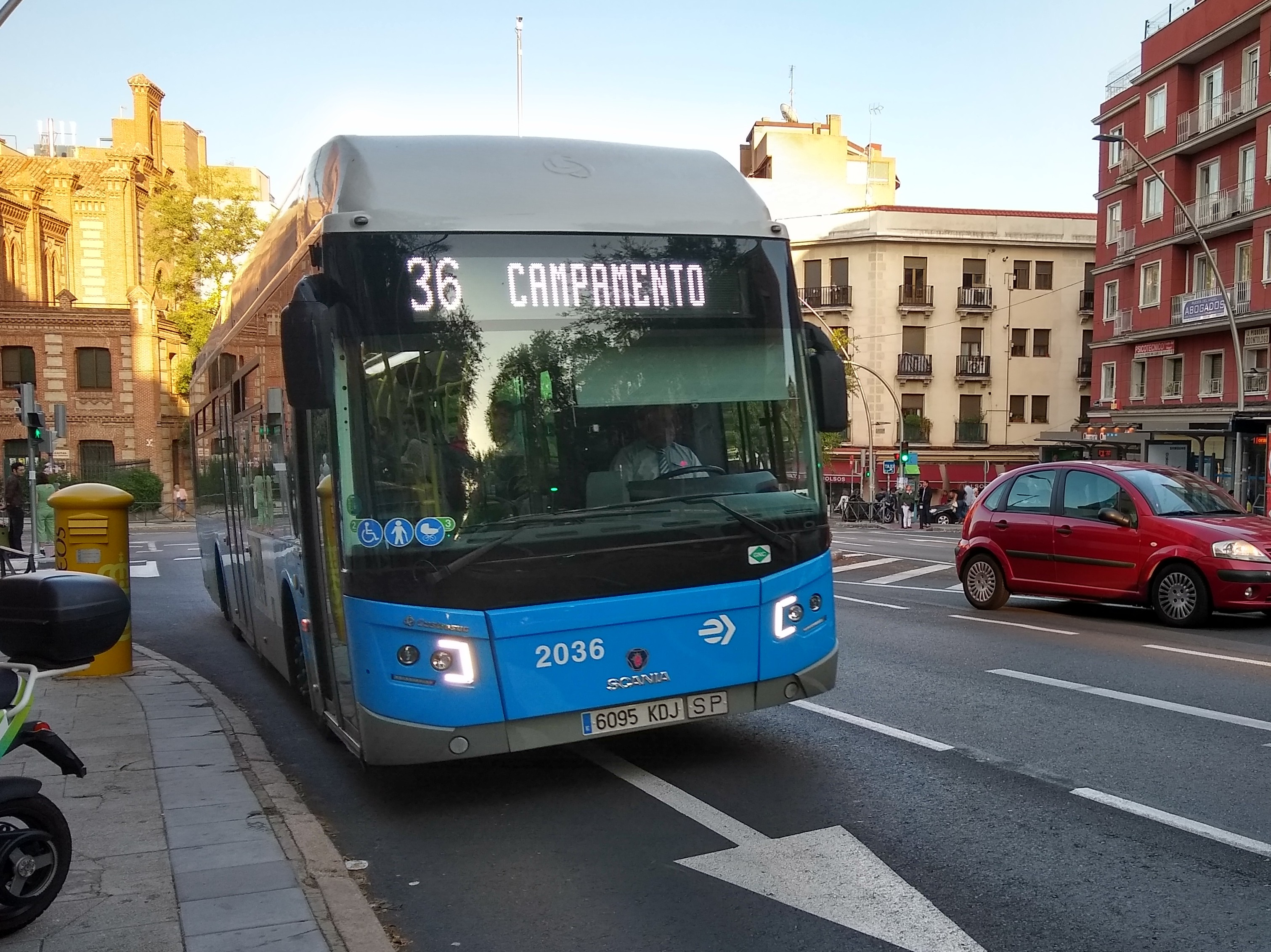
Autobús Scania N280UB Castrosua New City GNC de la línea 36 en Puerta del Ángel, Paseo de la Extremadura.

La línea inicia su recorrido en el Paseo de Santa María de la Cabeza, en un punto muy próximo a la estación de Atocha, paseo por el que sale para empezar su recorrido girando enseguida a la derecha por la calle Marqués de la Valdavia, que recorre entera girando al final a la izquierda para incorporarse a la Ronda de Atocha.
A continuación, circula por la Ronda de Atocha y su continuación, Ronda de Valencia, hasta llegar a la Glorieta de Embajadores, que atraviesa saliendo por el paseo de las Acacias, que recorre entero hasta la Glorieta de las Pirámides.
En la glorieta, toma la salida hacia el Paseo Imperial, que recorre hasta la intersección con el Paseo de los Pontones, al que se incorpora girando a la izquierda. Baja por este Paseo hasta el final y gira a la derecha por el Paseo de la Virgen del Puerto.
Recorre a continuación este paseo hasta la intersección con la calle Segovia, donde gira a la izquierda cruzando el río Manzanares por el Puente de Segovia.
Al otro lado del puente, la línea sigue de frente por el Paseo de Extremadura, recorriendo la parte urbana y posteriormente incorporándose a la parte en que el paseo se convierte en la A-5, circulando hasta desviarse por la calle Sebastián Álvaro, que recorre para incorporarse a la Avenida de los Poblados.
La línea circula por la Avenida de los Poblados hasta desviarse por la Avenida del Padre Piquer girando a la izquierda, teniendo su cabecera en esta avenida junto a la estación de Campamento de Metro de Madrid.
| Código | Parada                                  | Común con                                                                                          | Conexiones con Metro y Cercanías | Otros |
| ------ | --------------------------------------- | -------------------------------------------------------------------------------------------------- | -------------------------------- | ----- |
| 2308   | ATOCHA (Pº Sta. María de la Cabeza, 4)  | 41 119                                                                                             | Estación del Arte                |       |
| 2309   | Marqués de la Valdavia                  | 41 119                                                                                             |                                  |       |
| 84     | Teatro Circo Price                      | 27 34 41 119 C1 C03                                                                                |                                  |       |
| 320    | Embajadores-Ronda de Valencia           | 34 41 119 C1 C03 VAC-246                                                                           | Embajadores                      |       |
| 322    | Embajadores-Acacias                     | 34 119                                                                                             |                                  |       |
| 324    | Acacias                                 | 34 62 116 118 119                                                                                  | Acacias                          |       |
| 326    | Olmos                                   | 34 62 116 118 119                                                                                  |                                  |       |
| 4669   | Pirámides Cercanías                     | 34 62 116 118 119                                                                                  |                                  |       |
| 327    | Pirámides                               | 34 62 116 118 119                                                                                  | Pirámides                        |       |
| 2310   | Imperial-Pirámides                      | 62                                                                                                 |                                  |       |
| 2312   | Imperial-Pontones                       | 62                                                                                                 |                                  |       |
| 552    | Puente San Isidro-Pontones              | 17                                                                                                 |                                  |       |
| 5642   | Virgen del Puerto-Mármol                | 50                                                                                                 |                                  |       |
| 2316   | Virgen del Puerto-Ruy González          | 50 62                                                                                              |                                  |       |
| 2317   | Virgen del Puerto-Fósforo               | 50 62                                                                                              |                                  |       |
| 2318   | Virgen del Puerto-Segovia               | 50 62                                                                                              |                                  |       |
| 871    | Puente de Segovia-Paseo de Extremadura  | 31 33 39 65 158                                                                                    |                                  |       |
| 873    | Puerta del Ángel                        | 31 33 39 65 158                                                                                    | Puerta del Ángel                 |       |
| 875    | Paseo de Extremadura-Guadarrama         | 31 33 39 65                                                                                        |                                  |       |
| 877    | Paseo de Extremadura-Albéniz            | 31 33 39 65                                                                                        |                                  |       |
| 879    | Alto de Extremadura                     | 31 33 39 65                                                                                        | Alto de Extremadura              |       |
| 881    | Paseo de Extremadura-El Greco           | 39 65 511 512 513 514 516 518 521 522 523 524 525 528 534 538 539 541 545 546 547 548 551 581      |                                  |       |
| 882    | Paseo de Extremadura-Villamanín         | 39 65                                                                                              |                                  |       |
| 884    | Surbatán                                | 39 65                                                                                              |                                  |       |
| 886    | Colonia Lourdes                         | 39                                                                                                 |                                  |       |
| 888    | Casa de Campo                           | 39                                                                                                 | Casa de Campo                    |       |
| 890    | Paseo de Extremadura-Carretera Boadilla | 39                                                                                                 |                                  |       |
| 2255   | Higueras                                | 31 39 65 158                                                                                       |                                  |       |
| 51130  | Cebreros-Higueras                       | 65                                                                                                 | Lucero                           |       |
| 1471   | Sepúlveda-Castroserna                   | 138                                                                                                |                                  |       |
| 1472   | Sepúlveda-CIFSE                         | 138                                                                                                |                                  |       |
| 1474   | Sepúlveda-Concejal Francisco Jiménez    | 138                                                                                                |                                  |       |
| 5188   | Sepúlveda-Los Yébenes                   | 55                                                                                                 |                                  |       |
| 51125  | Casa de Campo                           | 39                                                                                                 | Casa de Campo                    |       |
| 892    | Campamento                              | 39 495 511 512 513 514 516 518 521 522 523 524 525 528 534 538 539 541 545 546 547 548 551 573 581 | Campamento                       |       |
| 2324   | Sebastián Álvaro                        | |                                  |       |
| 3592   | Avenida de los Poblados-Empalme         | 65 H 561 561A 561B 562 563 564 571 572 574 591                                                     |                                  |       |
| 2325   | Empalme                                 | 131 573                                                                                            | Empalme                          |       |
| 3718   | CAMPAMENTO (Av. Padre Piquer)           | | Campamento                       |       |

### Sentido Atocha
La línea inicia su recorrido en la Avenida del Padre Piquer, junto a la estación de Campamento de Metro de Madrid, circulando por esta avenida hasta desembocar en la A-5 (Paseo de Extremadura).
A partir de aquí, el recorrido de vuelta es igual al de ida en sentido contrario exceptuando el paso por el Paseo de la Virgen del Puerto, que a la vuelta lo hace por la calle de Juan Duque y el paseo de los Melancólicos, y al llegar a su cabecera, gira desde la Ronda de Atocha al Paseo de Santa María de la Cabeza sin pasar por la calle Marqués de la Valdavia.
| Código | Parada                                  | Común con                                                                                  | Conexiones con Metro y Cercanías | Otros |
| ------ | --------------------------------------- | ------------------------------------------------------------------------------------------ | -------------------------------- | ----- |
| 3718   | CAMPAMENTO (Av. Padre Piquer)           |                                                                                            | Campamento                       |       |
| 891    | Paseo de Extremadura-Carretera Boadilla | 39                                                                                         |                                  |       |
| 889    | Casa de Campo                           | 39                                                                                         | Casa de Campo                    |       |
| 887    | Colonia Lourdes                         | 39                                                                                         |                                  |       |
| 885    | Surbatán                                | 39 511 512 513 514 516 518 521 522 523 524 525 528 534 538 539 541 545 546 547 548 551 581 |                                  |       |
| 883    | El Olivillo                             | 33 39 65                                                                                   |                                  |       |
| 911    | Avenida de Portugal                     | 33 39 65                                                                                   |                                  |       |
| 51126  | Los Yébenes-Paseo de Extremadura        | 39 SE3                                                                                     | Casa de Campo                    |       |
| 5192   | Sepúlveda-Los Yébenes                   | 39 55 SE3                                                                                  |                                  |       |
| 1475   | Sepúlveda-Concejal Francisco Jiménez    | 138 SE3                                                                                    |                                  |       |
| 1473   | Sepúlveda-CIFSE                         | 138 SE3                                                                                    |                                  |       |
| 51127  | Sepúlveda-Cebreros                      | SE3                                                                                        |                                  |       |
| 51131  | Cebreros-Higueras                       | 33 65                                                                                      | Lucero                           |       |
| 2256   | Higueras                                | 31 33 39 65                                                                                |                                  |       |
| 880    | Alto de Extremadura                     | 31 33 39 65                                                                                | Alto de Extremadura              |       |
| 878    | Paseo de Extremadura-Albéniz            | 31 33 39 65                                                                                |                                  |       |
| 876    | Paseo de Extremadura-Guadarrama         | 31 33 39 65                                                                                |                                  |       |
| 874    | Puerta del Ángel                        | 31 33 39 65 158                                                                            | Puerta del Ángel                 |       |
| 872    | Puente de Segovia-Paseo de Extremadura  | 31 33 39 65 138 158                                                                        |                                  |       |
| 2319   | Juan Duque-Segovia                      | 50                                                                                         |                                  |       |
| 2320   | Juan Duque-Moreno Nieto                 | 50                                                                                         |                                  |       |
| 2321   | Juan Duque-Pizarra                      | 50                                                                                         |                                  |       |
| 2322   | Melancólicos                            | 50 62                                                                                      |                                  |       |
| 2323   | Puente San Isidro-Melancólicos          | 50 62                                                                                      |                                  |       |
| 553    | Puente San Isidro-Pontones              | 17 62                                                                                      |                                  |       |
| 2313   | Imperial-Pontones                       | 62                                                                                         |                                  |       |
| 2311   | Imperial-Pirámides                      | 62                                                                                         |                                  |       |
| 328    | Pirámides                               | 34 62 116 118 119                                                                          | Pirámides                        |       |
| 380    | Pirámides Cercanías                     | 34 62 116 118 119                                                                          |                                  |       |
| 381    | Olmos                                   | 34 62 116 118 119                                                                          |                                  |       |
| 325    | Acacias                                 | 34 62 116 118 119                                                                          | Acacias                          |       |
| 323    | Embajadores-Acacias                     | 34 119                                                                                     |                                  |       |
| 321    | Embajadores-Ronda de Valencia           | 34 41 119 C03 VAC-246                                                                      | Embajadores                      |       |
| 85     | Teatro Circo Price                      | 27 34 41 119 C2 C03                                                                        |                                  |       |
| 2308   | ATOCHA (Pº Sta. María de la Cabeza, 4)  | 41 119                                                                                     | Estación del Arte                |       |

## Galería de imágenes

Mapa zonal de la estación de metro de Embajadores con los recorridos de las líneas de autobuses, entre las que aparece el 36.
Mapa zonal de la estación de metro de Acacias con los recorridos de las líneas de autobuses, entre las que aparece el 36.